# 施維爾默河
51°37′39″N 9°33′14″E / 51.627398°N 9.553830°E

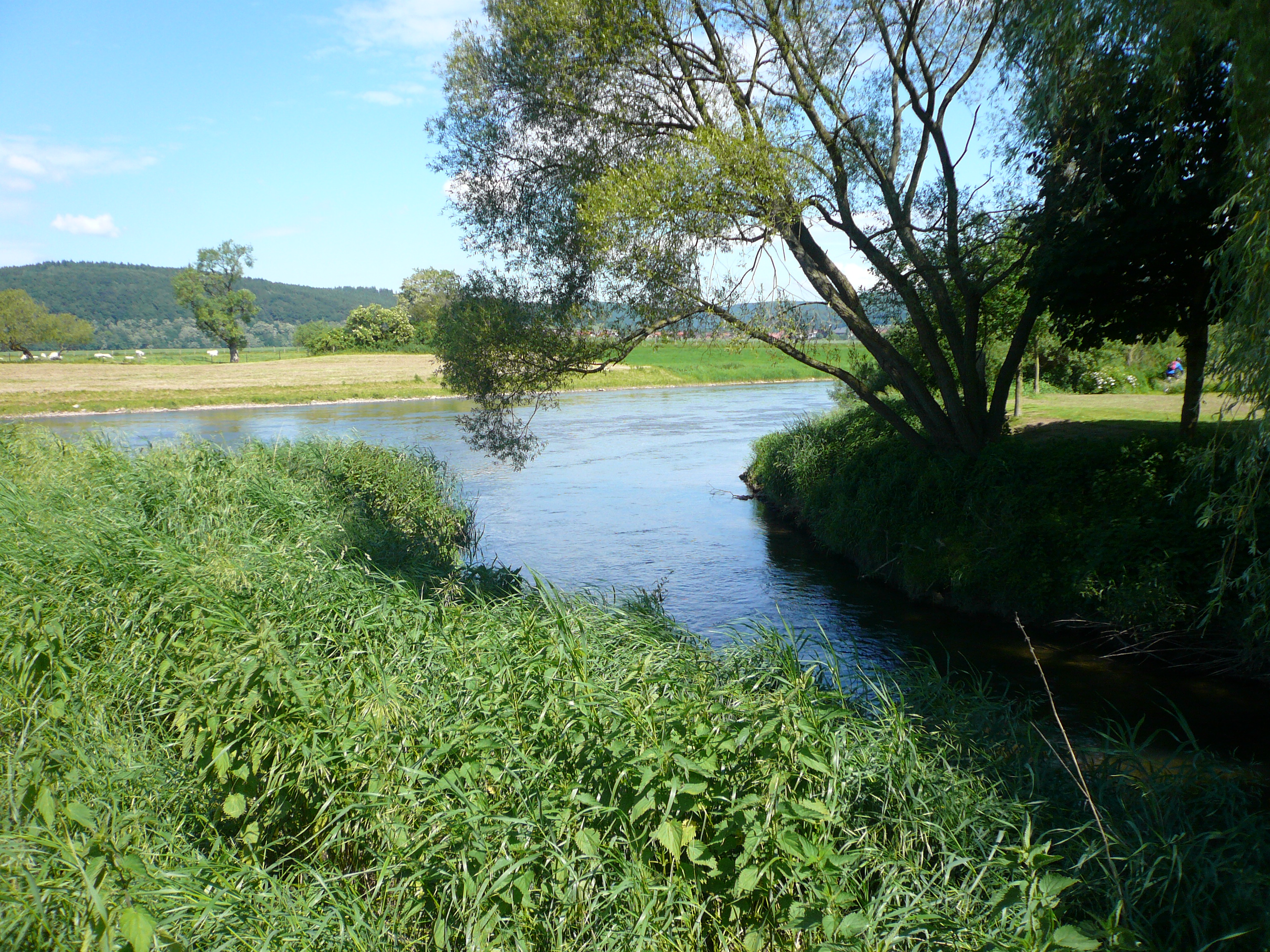
施維爾默河

施維爾默河（德語：Schwülme），是德國的河流，位於該國西部，流經下薩克森州和黑森州，屬於威悉河的右支流，河道全長29公里，流域面積289.8平方公里，河口處在瓦爾斯堡附近。